# 庄幸司郎
庄 幸司郎（しょう こうしろう、1931年10月6日 - 2000年2月18日）は、昭和後期、平成時代の市民運動家、ジャーナリスト、実業家。

## 来歴・人物
1931年(昭和6年)10月6日、中国大連生まれ。東京都立一橋高等学校卒。1963年(昭和38年)、庄建設株式会社を設立、代表取締役。のち映画制作会社青林舎、シグロ、および出版の記録社、影書房の代表取締役も兼務。戦争末期の大陸での体験から一貫して反権力・反戦の姿勢をつらぬき、市民運動に力をそそぐ。ミニコミ誌「告知板」、雑誌「辺境」などを刊行し、記録映画「よみがえれカレーズ」などを製作した。2000年(平成12年)2月18日死去。68歳。

## 著作
- 『他者と私 』(農山漁村文化協会、1978年)
- 『中国還魂紀行』(影書房、1986年)
- 『悪態の精神 ―時代の巻頭言・「告知板」寸言集― 』(影書房、1990年)
- 『原郷の「満洲」』(文游社、1995年)
- (「記録」編集部編)『追悼 庄幸司郎―平和憲法とともに 』(アストラ、2000年)
- (松本昌次編)『庄幸司郎たたかう戦後精神　―戦争難民から平和運動への道― 』(日本経済評論社、2009年)